# 텔리수 전투
텔리수 전투(일본어: 得利寺の戦い 도쿠리지 노 타타카이[*]) 또는 와팡구 전투(러시아어: Бой у Вафангоу)는 러일 전쟁 중에 벌어진 전투 중 하나이다. 뤼순에 틀어 박혀 있던 러시아 군을 엄호하기 위해 득리사(得利寺, 일본어로 도쿠리지)에 진지를 구축 중이던 시베리아 제1군단과 그들을 공격한 일본 육군 제2군 사이에 벌어진 전투이다. 전투는 만주 여순항 북쪽 130 km 떨어진 작은 촌락에서 벌어졌다. 오늘날 이 촌락은 ‘드리시’(중국어: 得利寺 Delisi[*])로 알려져 있으며, 랴오닝성 와팡뎬 북쪽에 위치해 있다.

## 개요
일본 육군 제2군이 〈남산 전투〉에서 승리함으로써 러시아군 주력은 뤼순 요새의 2개 사단과 러시아 태평양 함대와 떨어지게 되었다. 다시 이들과 합류하기 위해 스탁겔베르크 중장이 이끄는 시베리아 제1군단이 남하하여 득리사(得利寺) 부근에 진지 구축을 시작했다. 제2군은 당초 진지를 구축하고 러시아 군의 공세를 요격한 후 공세에 나설 예정이었지만, 대본영에서 적의 진지 구축이 완료되기 전에 공격하도록 명령이 내려왔기 때문에 득리사 러시아 군 진지를 공격하기로 했다.
6월 14일에 득리사 부근에 도착한 제2군은 다음날 15일에 화포로 진지 공격을 시작했다. 러시아 군대도 응전을 했지만, 일본 육군은 화포를 200문 이상 보유한 반면, 러시아군은 100문이 채 되지 않았기 때문에 유리한 지형을 살릴 수 없었다. 러시아 군이 득리사 역에 불을 지르고, 웅악성(熊岳城)으로 철수하면서, 제2군의 승리로 끝났다.

## 결과
전투 후 추격하지 않았던 제2군에 비판이 있었지만, 러시아군은 이후도 뤼순의 부대와 합류 하지 못했다. 러시아군 사상자수는 적어도 3,500명(477명 전사, 2,240명 전상, 754명 실종)에 이르렀으며, 일부는 1만명이라고 추정하기도 하지만, 공식 기록은 3,500명이었다. 일본군 사상자 수는 1,163명(217명 전사, 946 전상)이었다. 쿠로파트킨 장군의 군대에 의한 습격 위협이 이 전투로 사라졌기 때문에, 일본군은 여순항 진격이 본격적으로 시작되었다.
텔레수 전투가 벌어지던 날, 블라디보스토크에 있던 러시아 순양함은 2척의 일본 수송선을 일본 근해에서 격침시켜, 2,000명 이상의 인명 손실을 내게 했고, 꽉 막힌 여순항 포위에 필수적인 여러 포병대에 대한 대가를 치르게 했다.

## 참고자료
- 로템 코우너 (2006). "Historical Dictionary of the Russo-Japanese War". Scarecrow. ISBN 0-8108-4927-5
- Nish, Ian (1985). "The Origins of the Russo-Japanese War." Longman. ISBN 0-582-49114-2
- Connaughton, Richard (2003). “Rising Sun and Tumbling Bear.” Cassell. ISBN 0-304-36657-9
- F.R. Sedwick, (R.F.A.), The Russo-Japanese War, 1909, The Macmillan Company, N.Y.